# Xã Belle Plaine, Quận Sumner, Kansas
Xã Belle Plaine (tiếng Anh: Belle Plaine Township) là một xã thuộc quận Sumner, tiểu bang Kansas, Hoa Kỳ. Năm 2010, dân số của xã này là 3.287 người.